# Pascual Palma
Pascual Palma (Paraná, Entre Ríos; 1865 - Buenos Aires, 1921) fue un médico cirujano argentino. 
10
Se graduó en medicina en la Universidad de Buenos Aires en 1891. Fue docente de la Facultad de Medicina durante treinta años de trayectoria. Miembro de la Sociedad de Cirugía de Bs. As. representó al país en numerosos congresos científicos. Fue miembro de la Academia Nacional de Agronomía y Veterinaria. Falleció en Buenos Aires  el 18 de septiembre de 1921.